# Billet de 200 francs noir
Pour les articles homonymes, voir 200 francs.
Recto
Chronologie
200 francs Montesquieu
Le 200 francs noir est un billet de banque français créé le 10 juin 1847 par la Banque de France. Il est le premier billet de deux cents francs.

## Historique
Ce billet appartient à la série des billets de « type noir » lancée en 1800.
La loi du 10 juin 1847, pour faire face à une demande de plus en plus élevée, permet d'abaisser la valeur faciale minimale du billet à 200 francs. À cette occasion, il est décidé de créer une nouvelle vignette confiée aux peintres Maurice Duc[Qui ?] et Paul Delaroche qui conçoivent une guirlande d'allégories dans une forme ovale. La gravure fut confiée à Étienne Huyot. Le décret d'application prévoit la fabrication de 25 millions de billets, non couverts par une encaisse équivalente.
Leur impression est réalisée en noir sur du papier de couleur chamois avec une impression verso identique inversé. En transparence, on peut voir un filigrane blanc : « 200 Fr Banque de France ».
Faute de ne pouvoir en disposer rapidement, et en attendant la fin de sa réalisation, le 28 octobre la banque réutilise celle de 500 francs 1817 et 1000 francs 1817 en modifiant la valeur faciale (voir ci-dessous). 
Le type 1847 fut en définitive lancée le 23 juin 1848, eut cours forcé à la suite des troubles de février, puis fut imprimé jusqu'en 1864 et retiré de la circulation à partir du 24 décembre 1885.
Il est définitivement privé de cours légal en décembre 1897.

## La version de secours
En attente de la version définitive, une version « de secours » est donc imprimée en septembre 1847. Ce type provisoire reprend le modèle ovale du 500 francs 1817 dessiné par Charles Percier et gravé par Jean-Bertrand Andrieu sur papier couleur chamois et il est mis en circulation le 28 octobre 1847 tandis que l'émission « succursales » (cf. le 250 francs), retiré de la circulation à partir du 15 septembre 1890, adoptait le modèle du 1000 francs 1817 mais avec les mentions des différents comptoirs de la Banque de France avant la disparition du droit d'émission de celles-ci en 1849.

## Remarque
C'est sur ce billet qu’est mis en œuvre, pour la première fois, le procédé de la galvanotypie inventé en 1837 et mis en place par Anatole Hulot. La galvanotypie reproduit en toute fidélité la planche originale d’un billet gravé sur acier sur d'autres matrices similaires et permet donc d’imprimer plusieurs billets à la fois. À noter que jusque-là, il n’existait qu’une planche pour chaque type de billets. La production quotidienne fut ainsi décuplée.